# 10587 Strindberg
10587 Strindberg (1996 NF3) là một tiểu hành tinh vành đai chính được phát hiện ngày 14 tháng 7 năm 1996 bởi E. W. Elst ở Đài thiên văn Nam Âu.